# シンク・ヴィジュアル
『シンク・ヴィジュアル』（Think Visual）は、1986年11月にリリースされたロンドン/MCA移籍第1作目のキンクスのアルバムである。
前作を最後にアリスタ・レコードを離れたキンクスは、紆余曲折の末にロンドン・レコード（アメリカはMCAレコード）と契約することとなる。

## 収録曲
特筆ない限りレイ・デイヴィス作詞作曲。
1. ワーキング・アット・ザ・ファクトリー - "Working at the Factory" 2:58
2. ロスト・アンド・ファウンド - "Lost and Found" 5:19
3. レペティション - "Repetition" 4:06
4. スリージー・タウンへようこそ - "Welcome to Sleazy Town" 3:50
5. ザ・ヴィデオ・ショップ - "The Video Shop" 5:15
6. ロックン・ロール・シティ - "Rock 'n' Roll Cities" 3:43
7. ハウ・アー・ユー - "How Are You" 4:27
8. シンク・ヴィジュアル - "Think Visual" 3:12
9. ナチュラル・ギフト - "Natural Gift" 3:44
10. キリング・タイム - "Killing Time" 4:02
11. ホエン・ユー・ワー・ア・チャイルド - "When You Were a Child" 3:40

## シングルカット
プロモも含む。
1. ハウ・アー・ユー - "How Are You"
2. ロックン・ロール・シティ - "Rock 'n' Roll Cities"
3. ザ・ヴィデオ・ショップ - "The Video Shop"
4. ロスト・アンド・ファウンド - "Lost and Found"
5. ワーキング・アット・ザ・ファクトリー - "Working at the Factory"
6. スリージー・タウンへようこそ - "Welcome to Sleazy Town"